# Cinquain
Cinquain (fr. cinq ‘pięć’) – gatunek poezji lirycznej o charakterze impresjonistycznym, nawiązujący pod względem formalnym i treściowym do poezji Dalekiego Wschodu, występujący w twórczości amerykańskiej poetki modernistycznej Adelaide Crapsey i stanowiący jej wynalazek. 
Cinquain jest utworem pięciowersowym, pisanym wierszem wolnym lub nieregularnym, zasadniczo nierymowanym, przypominającym japońskie haiku i tanka.